# Lepechinella grimmi
Lepechinella grimmi is een vlokreeftensoort uit de familie van de Atylidae. De wetenschappelijke naam van de soort is voor het eerst geldig gepubliceerd in 1980 door Thurston.